# Arctostaphylos pringlei
Arctostaphylos pringlei är en ljungväxtart. Arctostaphylos pringlei ingår i släktet mjölonsläktet, och familjen ljungväxter.

## Underarter
Arten delas in i följande underarter:
- A. p. drupacea
- A. p. pringlei

## Bildgalleri

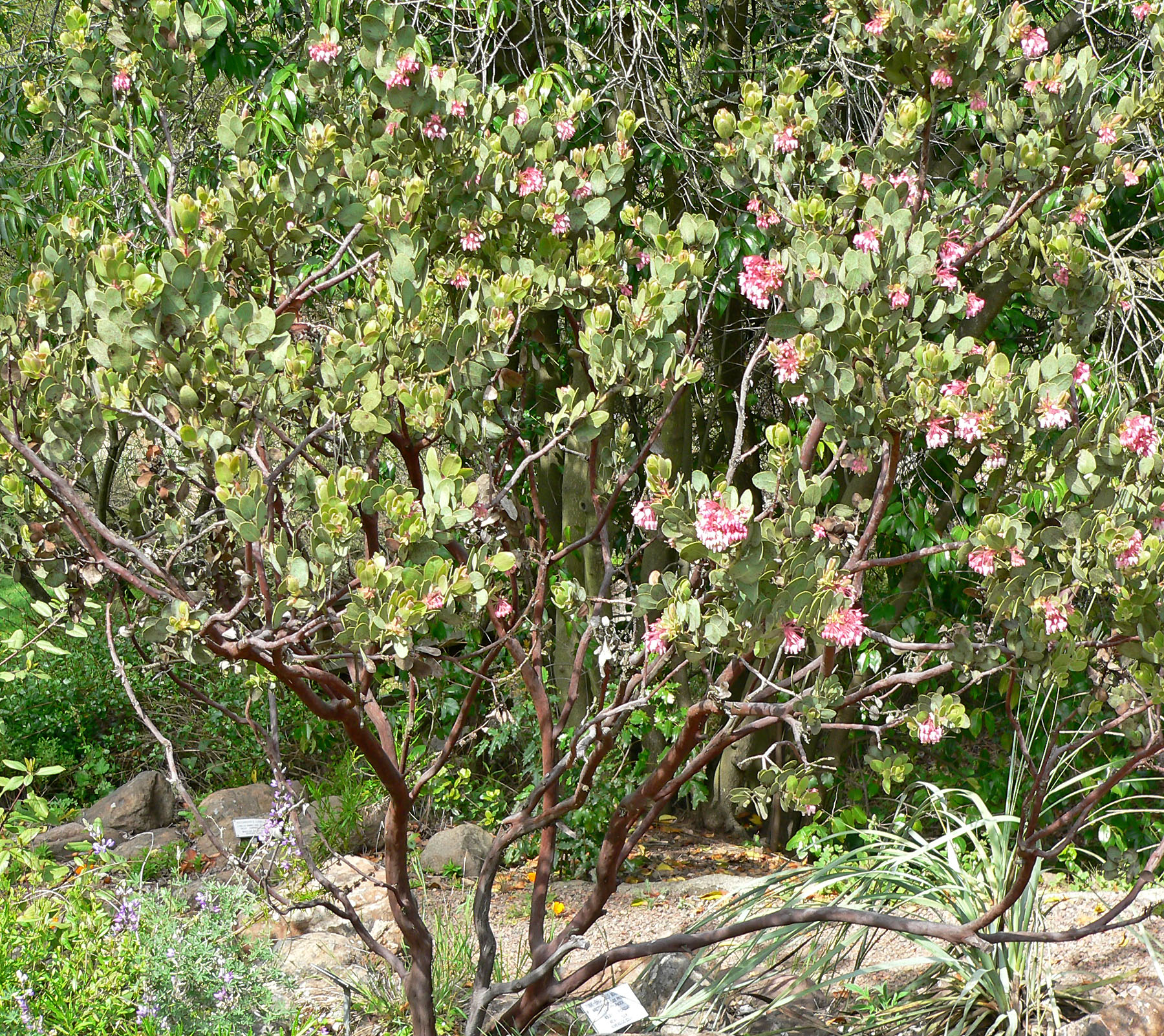
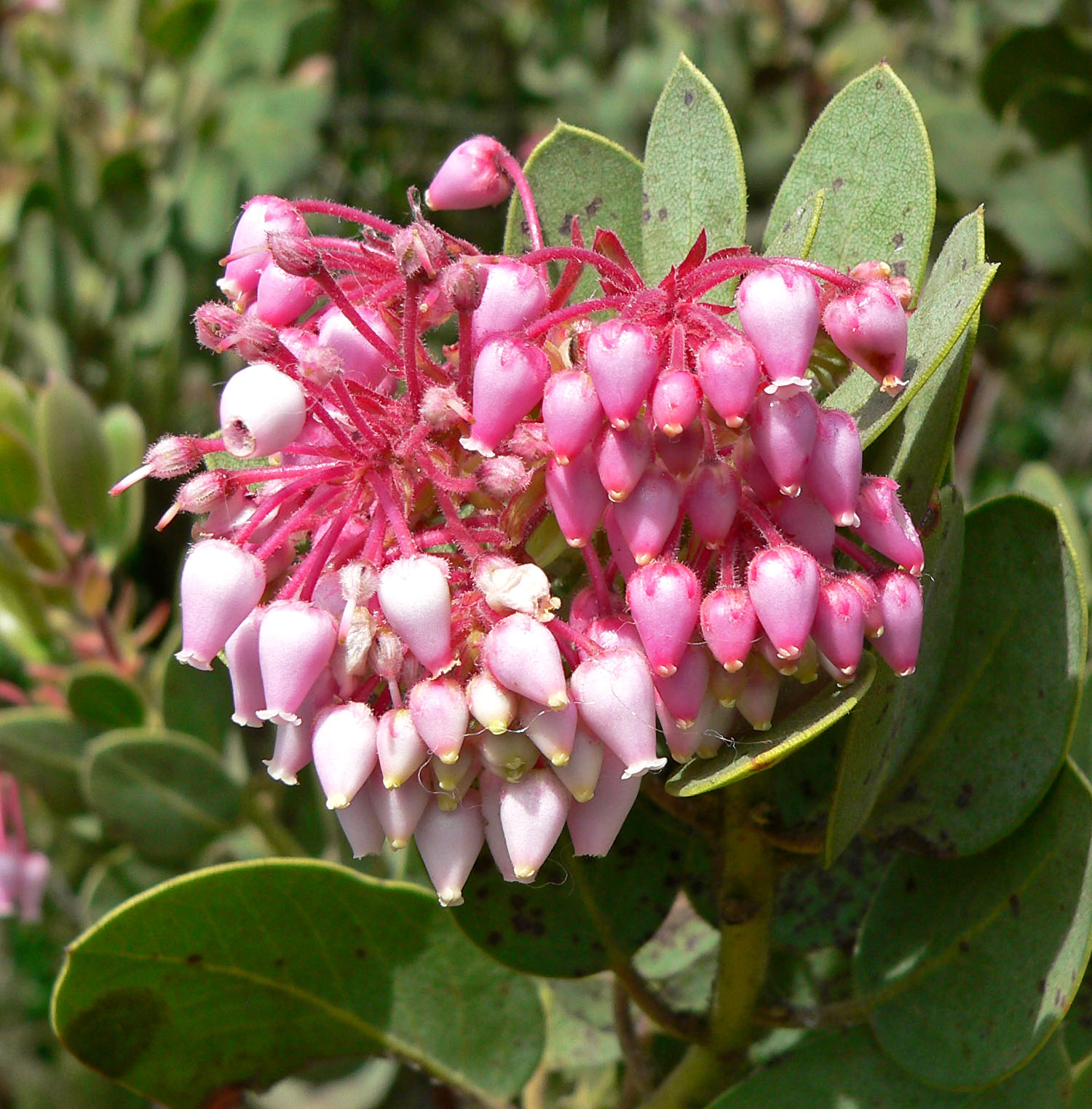
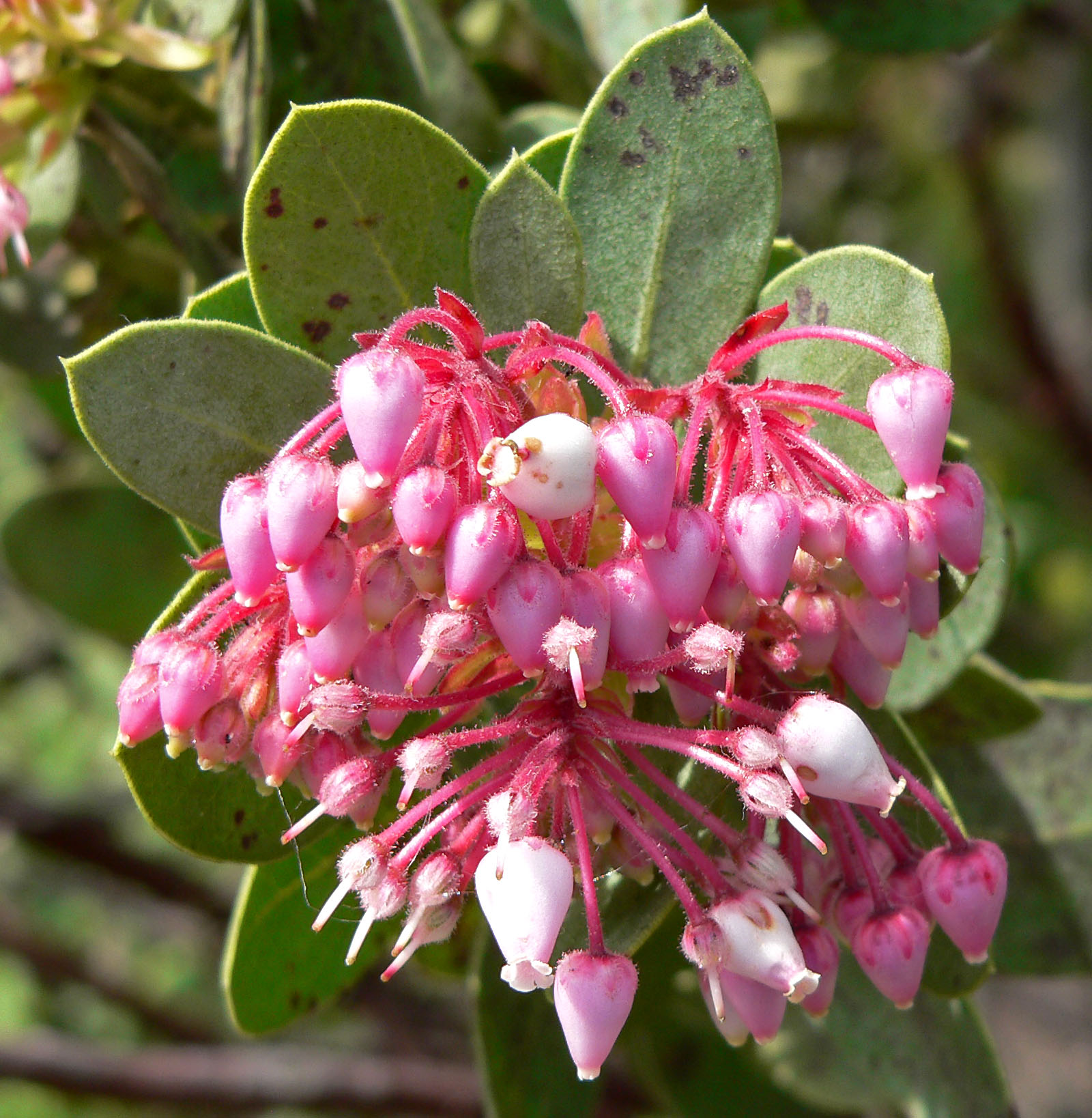
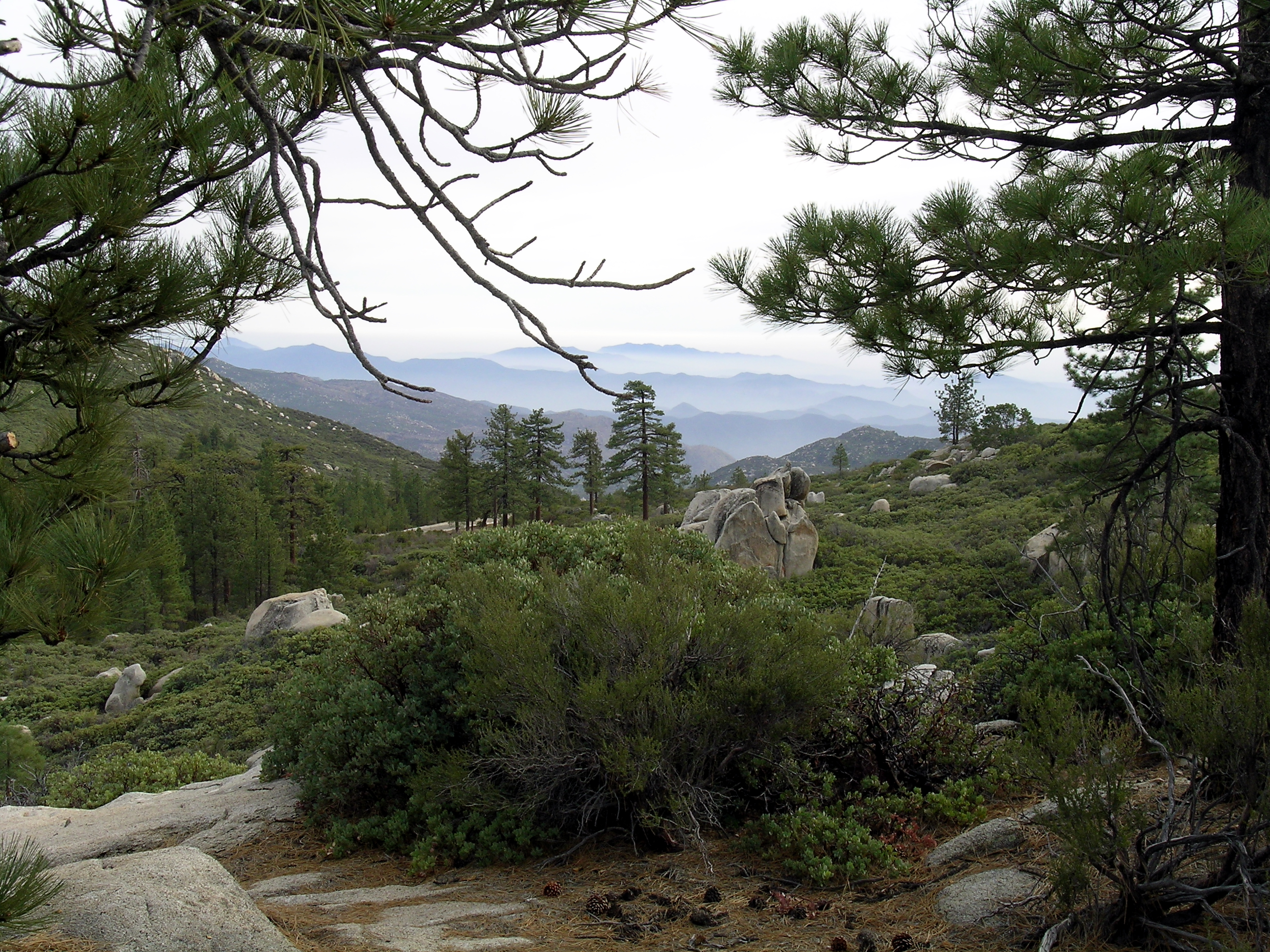